# Desa Pamriyan (administrativ by i Indonesien, lat -6,98, long 110,14)
Desa Pamriyan är en administrativ by i Indonesien.   Den ligger i provinsen Jawa Tengah, i den västra delen av landet, 400 km öster om huvudstaden Jakarta.